# Maria Hernalsteen
Maria Hernalsteen (* 1. September 1901 in Molenbeek; † 1986 in Leuven) war eine belgische Zeugin Jehovas und Opfer des Nationalsozialismus.

## Leben
Maria Hernalsteen wuchs in Molenbeek in der Nähe von Brüssel auf und heiratete Léon Floryn, mit dem sie gemeinsam nach Tervuren zog. Am 15. Juli 1939 wurde sie zur Zeugin Jehovas getauft und begann anschließend mit dem Predigtdienst. Durch die Besetzung Belgiens durch das Deutsche Reich und die anschließende Verfolgung der Zeugen Jehovas war sie gezwungen, im Untergrund zu operieren, so predigte sie heimlich in Antwerpen weiter.
Am 8. Juni 1941 wurde ihr Mann verhaftet. Ein Jahr später, am 23. Mai 1942 wurde schließlich auch Maria Hernalsteen von der Gestapo verhaftet und im Hauptquartier in der Louisalaan über mehrere Monate verhört. Sie machte jedoch keine Aussagen. Ohne Verurteilung wurde sie am 1. November 1942 ins KZ Ravensbrück verlegt. Ein halbes Jahr später kam sie in den Stift St. Lambrecht, ein Kloster, das zum Nebenlager des KZ Dachaus umfunktioniert wurde. Am 9. Mai 1945 wurde sie dort von britischen Truppen befreit und nahm an der Verabschiedungszeremonie des Stifts teil.
Sie kehrte anschließend nach Tervuren zurück. Maria Hernalsteen verstarb 1986 in Leuven.